# Lethes
Lethes is een kevergeslacht uit de familie van de boktorren (Cerambycidae). De wetenschappelijke naam van het geslacht werd voor het eerst geldig gepubliceerd in 1975 door Zayas.

## Soorten
Lethes omvat de volgende soorten:
- Lethes humeralis Zayas, 1975
- Lethes indignus Zayas, 1975